# Brasiliscincus caissara
Espèce
Synonymes
- Mabuya caissara Reboucas-Spieker, 1974

Brasiliscincus caissara est une espèce de sauriens de la famille des Scincidae.

## Répartition
Cette espèce est endémique de l'île Ilhabela dans l'État de São Paulo au Brésil.

## Description
C'est un saurien vivipare.

## Publication originale
- Reboucas-Spieker, 1974 : Distribution and differentiation of animals along the coast and in continental islands of the state of São Paulo, Brasil. 2. Lizards of the genus Mabuya (Sauria, Scincidae). Papéis Avulsos de Zoologia, vol. 28, p. 197-240.